# 南薰桥
南薰桥位于中华人民共和国云南省大理州宾川县州城镇，是一座单孔石拱廊桥，长15.6米，宽5.16米，孔高7米、宽6米，两边有牌楼式门，桥廊中间建歇山顶方形亭阁一间。始建于明嘉靖二十三年（公元1544年），由宾川知州朱官主持兴建。现存的桥梁为清光绪二十三年（公元1897年）九月黎元熙主持重修。1936年4月20日，贺龙、任弼时率中国工农红军第二军团、红六军团长征经过宾川，在州城与当地民团发生冲突，战斗中，南薰桥成为红军的掩体和抢救伤员的临时救护所。1988年5月27日，大理州人民政府公布南薰桥为重点文物保护单位。1994年12月26日，中共大理州委决定，将南薰桥列为州首批爱国主义教育基地。2012年被列入云南省级文物保护单位。